# Claude Hopkins
Claude Hopkins (24. srpna 1903 Alexandria, Virginie – 19. února 1984 New York City, New York) byl americký jazzový klavírista a aranžér. Svou profesionální kariéru zahájil v roce 1924 v orchestru klarinetisty Wilbura Sweatmana a později koncertoval v Evropě spolu s Josephine Bakerovou. Během své kariéry spolupracoval s řadou dalších hudebníků, mezi které patří Charlie Skeets, Sidney Bechet, Edmond Hall a Vic Dickenson.